# Magyar Paedagogiai Társaság Könyvtára
A Magyar Paedagogiai Társaság Könyvtára egy 20. század első felében megjelent magyar nyelvű neveléstudományi könyvsorozat volt. Az egyes kötetek a Franklin Társulat gondozásában jelentek meg Budapesten, és a következők voltak:
- 1. Imre Sándor: A világháború. Vezérfonal iskolai tanításokhoz és tájékoztató a nagy közönség számára, 2. kiadás, 1918.
- 2. Gyertyánffy István: Levelek a feminizmus és nőnevelés köréből, 1917.
- 3. Imre Lajos: Vezérfonal az ifjúság gondozására, 1920.
- 4. A szülők hibái a nevelésben, 1923.
- 5. nem ismert
- 6. A Magyar Paedagogia negyven évfolyamának tartalom és névmutatója (1892–1931), 1933.
- 7. Cser János: A magyar gyermek szókincse. Gyakorisági és korszótár, 1939.